# Deanne Rose
Deanne Rose, född 3 mars 1999 i New Tecumseth, är en kanadensisk fotbollsspelare som spelar för Reading.

## Klubbkarriär
Den 28 juli 2021 värvades Rose av Reading, där hon skrev på ett tvåårskontrakt.

## Landslagskarriär
Rose blev olympisk bronsmedaljör i fotboll vid sommarspelen 2016 i Rio de Janeiro. Vid olympiska sommarspelen 2020 i Tokyo var Rose en del av Kanadas lag som tog guld.